# Saint Joseph charpentier
Saint Joseph charpentier est un tableau peint par Georges de La Tour, dont la date inconnue est évaluée, selon les historiens, entre 1638 et 1645. L'œuvre est découverte en 1938 par l'historien d'art britannique Percy Moore Turner, qui en fut le propriétaire, et est authentifiée comme un original de La Tour en 1942. Elle est entrée en 1948 dans les collections du musée du Louvre. Une copie plus petite appartient au musée des beaux-arts de Besançon. C'est une des œuvres représentatives de l'artiste lorrain, caractéristique de son style caravagesque et de sa maitrise du clair-obscur.

## Description
La toile de dimensions importantes (137 sur 102 centimètres) représente Joseph, vêtu d'une chemise aux manches retroussées, d'un tablier qui laisse apparaître le bas de ses jambes, et est chaussé de socques. Vu de trois-quarts, il est penché vers l'avant, et perce avec une tarière, une pièce de bois qu'il maintient de son pied gauche. À ses pieds des outils de menuiserie jonchent le sol. À ses côtés, l'enfant Jésus vêtu d'une tunique, est assis de profil, il tient une chandelle qui éclaire la scène et dont la flamme fait apparaître ses doigts en transparence. La scène est peinte dans des tonalités brunes, presque monochrome.

## Provenance

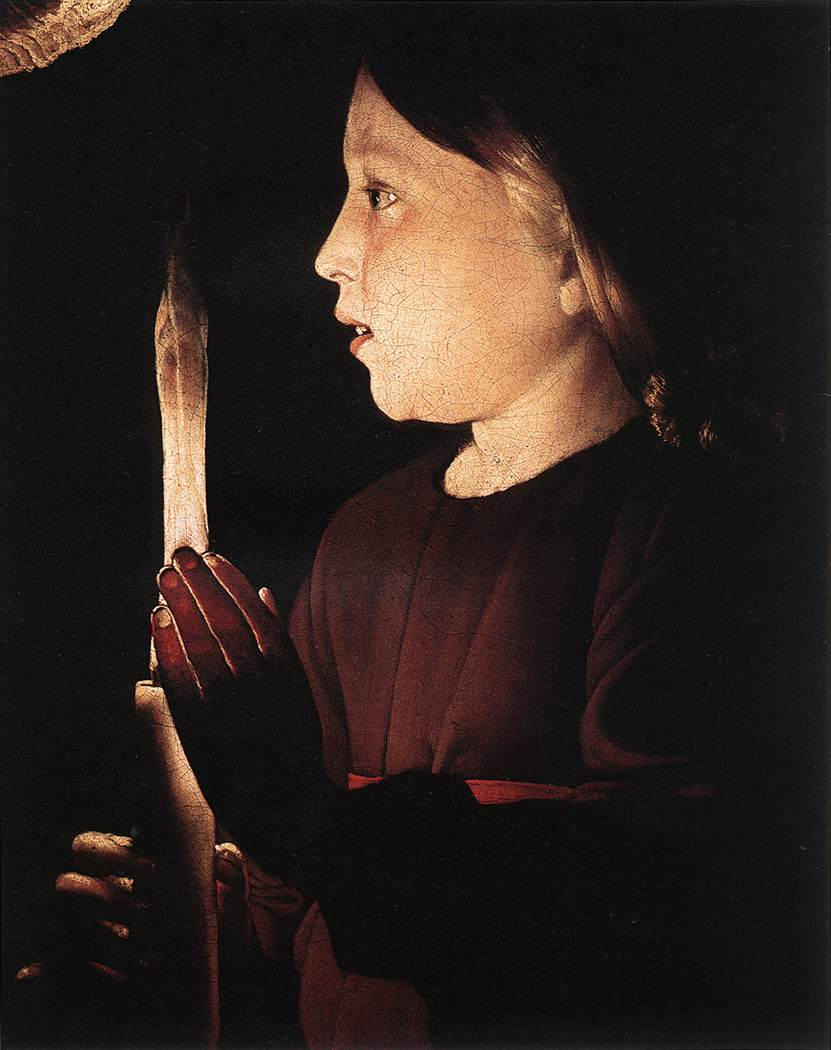
Détail du visage de l'enfant Jésus, montrant le réseau de craquelures, attestant des nombreuses retouches sur cette zone du tableau.

Commandé probablement pour le couvent des Carmes-déchaussés de Metz. Après 1791 à la suite de la cession du couvent à la municipalité, le tableau aurait été caché à Ars-sur-Moselle. Entre 1840 et 1852 le tableau est localisé en Angleterre avec d'autres biens provenant du couvent. Il est découvert par Percy Moore Turner (1877-1950) dans un château et en fait l'acquisition en 1938. D'abord proposé à la National Gallery qui le refuse, le tableau est légué en 1948 au Louvre en hommage à Paul Jamot (inventaire RF 1948-27 département des peintures).

## Histoire
La date exacte n'est pas connue, selon Henri Tribout de Morembert la peinture serait datée de 1644-45, tandis que Nicolson, Wright, Thuillier et  Rosenberg  situent la datation entre 1638 et 1643.

## Technique

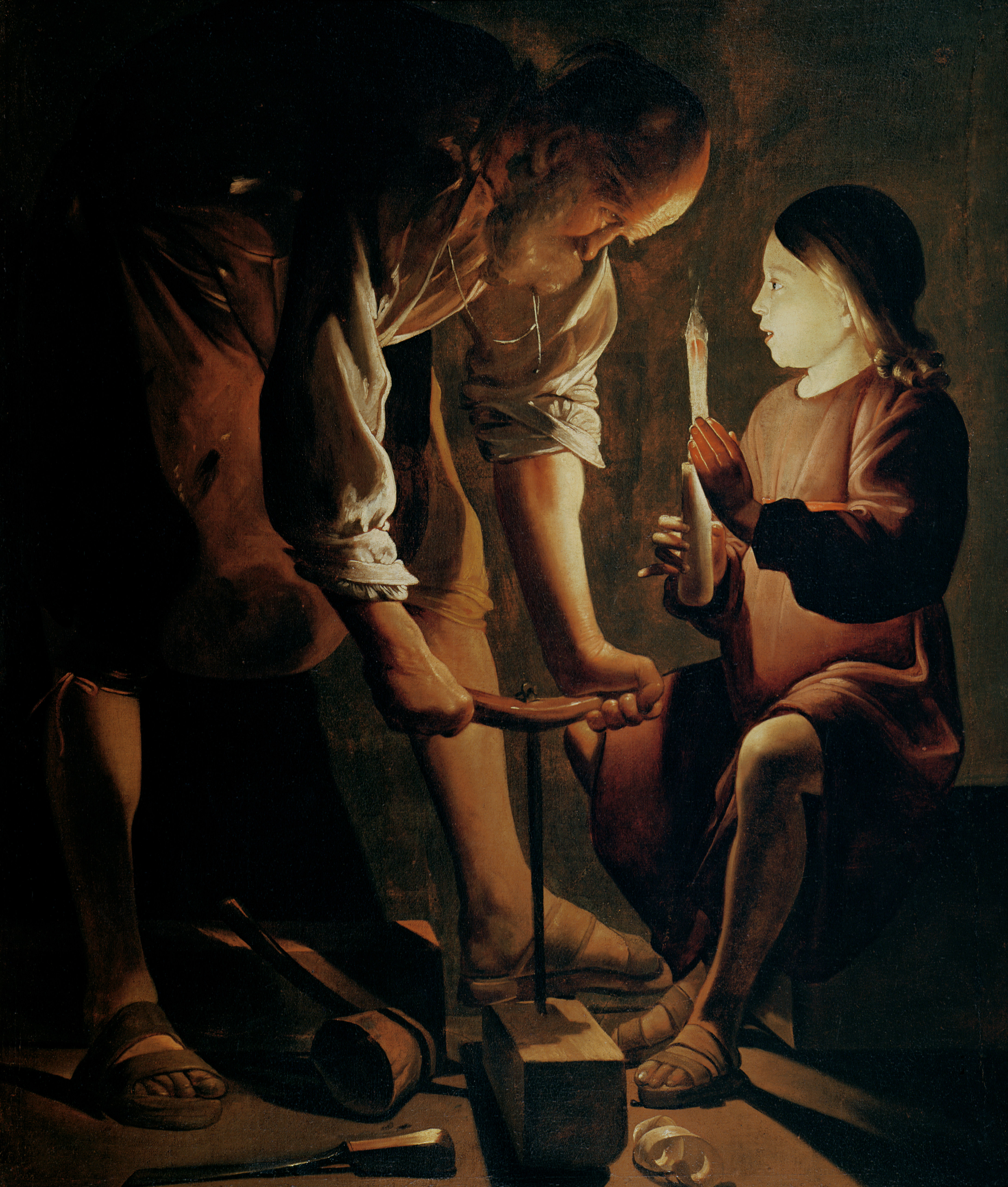
Saint Joseph Charpentier copie du musée des beaux arts de Besançon.

Le tableau est peint sur une toile de lin fin, à tissage serré (16 fils par centimètre), dont le format est d'origine. Sur une préparation épaisse, une imprimeure brune a été appliquée sur le support. Dans les années 1950 le tableau a été radiographié, révélant certains éléments de réalisation, dont plusieurs repentirs sur l'enfant Jésus. La première idée du peintre, était d'orienter le visage de trois-quarts presque de face, et les jambes étaient serrées. Des réseaux de craquelures sur le visage de l'enfant attestent de retouches fréquentes durant la réalisation du tableau. Élisabeth Martin précise que les examens radiographiques permettent de déduire que le Saint Joseph charpentier a été peint à la même période que le Saint Sébastien soigné par Irène du Louvre.

## Copie du musée de Besançon
Le musée des beaux-arts et d'archéologie de Besançon possède dans ses collections, une copie de Saint Joseph charpentier de dimensions presque similaires à l'original (126 × 106 cm). Destiné à la décoration de la cathédrale de Besançon, le tableau fut déposé en 1909 au musée de peinture de la ville de Besançon. Lors d'une visite des réserves du musée en 1947, le tableau est attribué à de La Tour et est classé au titre des Monuments historiques. Il réintègre alors le parcours des collections et en devient l'une des pièces les plus emblématiques. La copie de belle qualité est contemporaine de l'œuvre originale, et probablement exécutée dans l'atelier de La Tour.